# Anse de Goulven, dunes de Keremma
Anse de Goulven, dunes de Keremma este o arie protejată (sit de importanță comunitară — SCI) din Franța întinsă pe o suprafață de 2.065 ha, din care 87 % marine.

## Localizare
Centrul sitului Anse de Goulven, dunes de Keremma este situat la coordonatele 48°39′06″N 4°14′53″W / 48.65167°N 4.24806°V.

## Înființare
Situl Anse de Goulven, dunes de Keremma a fost declarat arie specială de conservare în baza directivei 92/43 din 1992 referitoare la conservarea habitatelor naturale și a faunei și florei sălbatice pentru a proteja 1 specie de plante și 6 specii de animale.

## Biodiversitate
Situată în ecoregiunea atlantică, aria protejată conține 11 habitate naturale: Recifuri, Vegetație anuală la limita mareei, Salicornia și alte specii anuale care populează regiunile mlăștinoase și nisipoase, Pășuni atlantice udate de apa mării (Glauco-Puccinellietalia maritimae), Dune de coastă fixe cu vegetație erbacee („dune gri”), Dune mobile cu vegetație embrionară, Depresiuni intradunale umede, Faleze cu vegetație de pe coastele atlantice și baltice, Dune mobile de-a lungul țărmului cu Ammophila arenaria („dune albe”), Terase mlăștinoase și terase nisipoase neacoperite de apă la reflux, Pajiștile Spartina (Spartinion maritimae).
La baza desemnării sitului se află mai multe specii protejate:
- plante (1): moșișoare (Liparis loeselii)
- mamifere (4): Halichoerus grypus, vidră de râu (Lutra lutra), focă obișnuită (Phoca vitulina), liliacul mare cu potcoavă (Rhinolophus ferrumequinum)
- nevertebrate (2): Coenagrion mercuriale, Euplagia quadripunctaria

Pe lângă speciile protejate, pe teritoriul sitului au mai fost identificate 9 specii de plante.